# Dusona bicoloripes
Dusona bicoloripes är en stekelart som först beskrevs av William Harris Ashmead 1906.  I den svenska databasen Dyntaxa används istället namnet Dusona foersteri. Dusona bicoloripes ingår i släktet Dusona och familjen brokparasitsteklar. Arten är reproducerande i Sverige. Inga underarter finns listade i Catalogue of Life.